# Ordine Nuovo (Terrororganisation)

Symbol des Ordine Nuovo

Ordine Nuovo (italienisch: Neue Ordnung) ist eine italienische neofaschistische Terrororganisation, die 1956 von Pino Rauti unter dem Einfluss Julius Evolas gegründet wurde. Sie übernahm ihr Motto von der Waffen-SS: „Il nostro onore si chiama fedeltà“ („Unsere Ehre heißt Treue“). 1973 wurde sie vom italienischen Innenministerium verboten.

## Anschläge

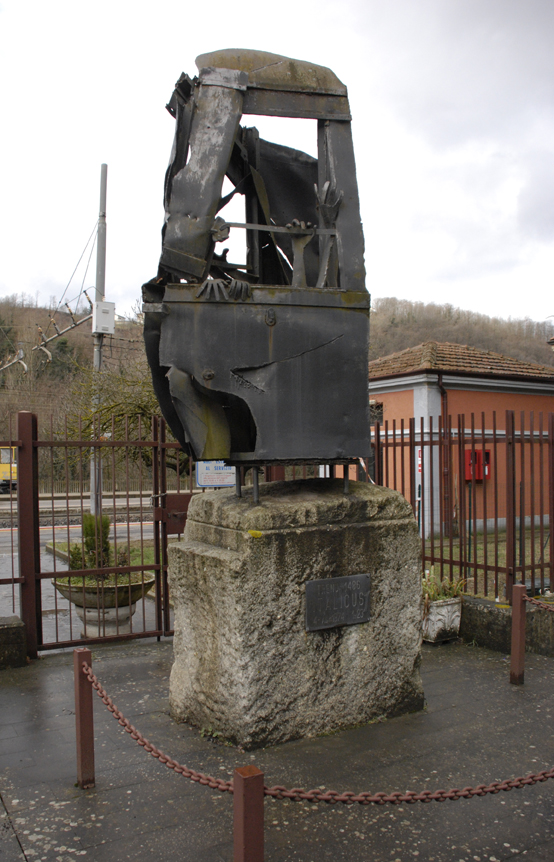
Denkmal für die Opfer des Bombenanschlags im Bahnhof von San Benedetto Val di Sambro am 4. August 1974

Am 12. Dezember 1969 verübte der Ordine Nuovo einen Bombenanschlag auf der Piazza Fontana in Mailand, bei dem 17 Menschen getötet und 88 verwundet wurden. Im Juli 1970 folgte ein Attentat auf den Zug von Rom nach Messina mit 6 Todesopfern und 100 Verwundeten. Am 31. Mai 1972 starben drei Carabinieri bei der Explosion einer Autobombe nahe der Ortschaft Peteano, die von Vincenzo Vinciguerra deponiert worden war. Im Mai 1974 wurden acht Teilnehmer einer antifaschistischen Demonstration in Brescia durch einen Anschlag mit Handgranaten umgebracht. Am 4. August 1974 kamen im Bahnhof San Benedetto Sambro-Castiglione Pepoli bei einem Bombenanschlag auf den Italicus Express, den Nachtschnellzug Rom–München, 12 Menschen ums Leben, 48 wurden  verletzt.
Die Anschläge wurden von den ermittelnden Behörden linksextremen Terroristen (vor allem den Roten Brigaden) zugeordnet, erst in den 90er Jahren wurden die wahren Attentäter überführt und vor Gericht gestellt. Ausgehend von einem Prozess gegen Vinciguerra wegen der Peteano-Morde stellte sich in mehreren Gerichtsverfahren und parlamentarischen Untersuchungen heraus, dass die treibende Kraft hinter den Attentaten die Geheimloge Propaganda Due war.

## Nuclei Armati Rivoluzionari
Die Nuclei Armati Rivoluzionari waren ein Ableger des Ordine Nuovo, dessen Mitglieder Valerio Fioravanti und Francesca Mambro den Terroranschlag auf den Hauptbahnhof von Bologna mit 85 Toten und über 200 Verletzten im Jahr 1980 ausführten. Der Organisator dieses Massakers war Stefano Delle Chiaie.

## Sonstiges
Im Dezember 2014 wurden in Italien 14 Mitglieder eines neofaschistischen Netzwerkes von der Polizei festgenommen, die sich der Ordine Nuovo verbunden fühlten. Die Mitglieder des Netzwerks planten laut Behördenangaben mit Attentaten das Land zu destabilisieren, indem sie Politiker und Richter ins Visier nahmen.